# Rosalvo Cordeiro de Lima

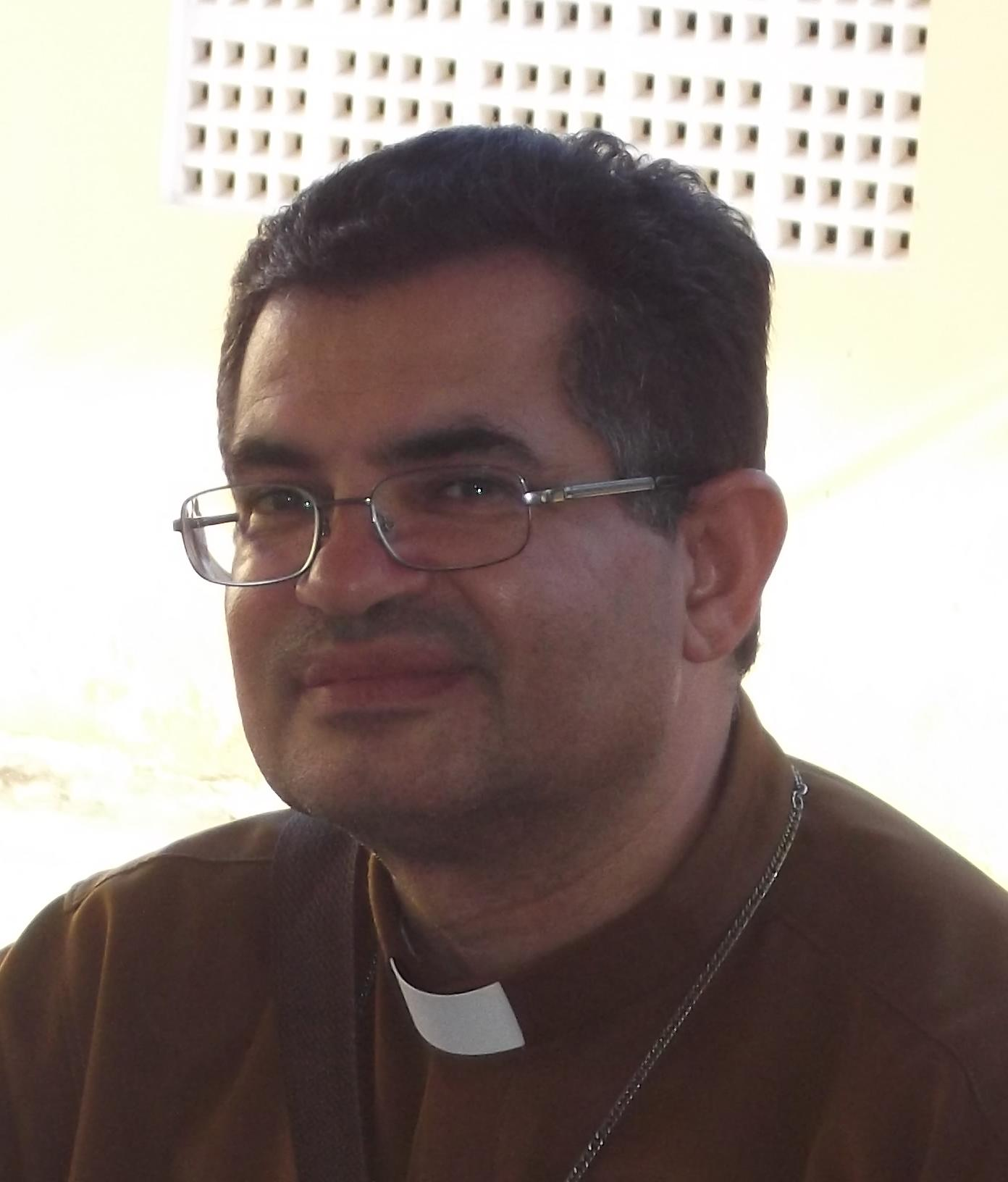
Bischof Rosalvo Cordeiro de Lima

Rosalvo Cordeiro de Lima (* 25. Januar 1962 in União dos Palmares, Alagoas) ist ein brasilianischer Geistlicher und römisch-katholischer Bischof von Itapipoca.

## Leben
Rosalvo Cordeiro de Lima studierte Philosophie am Priesterseminar Sagrado Coração de Jesus in Mogi das Cruzes und Katholische Theologie an der Theologischen Fakultät Nossa Senhora da Assunção in São Paulo. Er empfing am 1. November 1992 in Arujá das Sakrament der Priesterweihe für das Bistum Mogi das Cruzes.
Nach der Priesterweihe war Rosalvo Cordeiro de Lima zunächst als Pfarrvikar der Pfarrei Jesus Cristo Redentor do Homem in Itaquaquecetuba tätig, bevor er 1994 deren Pfarradministrator und Koordinator für die Berufungspastoral im Bistum Mogi das Cruzes wurde. Von 1997 bis 2011 war Cordeiro de Lima Pfarrer der Pfarrei São José in Salesópolis. Daneben war er von 2000 bis 2011 als Spiritual für die Seminaristen des Bistums Mogi das Cruzes verantwortlich.
Am 2. Februar 2011 ernannte ihn Papst Benedikt XVI. zum Titularbischof von Castellum Tatroportus und bestellte ihn zum Weihbischof in Fortaleza. Der Erzbischof von Fortaleza, José Antônio Aparecido Tosi Marques, spendete ihm am 25. März desselben Jahres die Bischofsweihe; Mitkonsekratoren waren der emeritierte Bischof von Mogi das Cruzes, Paulo Antonino Mascarenhas Roxo OPraem, und der emeritierte Bischof von Campo Limpo, Emílio Pignoli.
Am 7. Oktober 2020 ernannte ihn Papst Franziskus zum Bischof von Itapipoca. Die Amtseinführung erfolgte am 5. Dezember desselben Jahres.